# Trogloneta paradoxa
Trogloneta paradoxa är en spindelart som beskrevs av Willis J. Gertsch 1960. Trogloneta paradoxa ingår i släktet Trogloneta och familjen Mysmenidae. Inga underarter finns listade i Catalogue of Life.